# Эпакрис
Эпакрис (лат. Epacris) — род растений семейства Вересковые, включает 35—40 видов. Представителей этого рода часто называют «австралийским вереском».

## Ботаническое описание

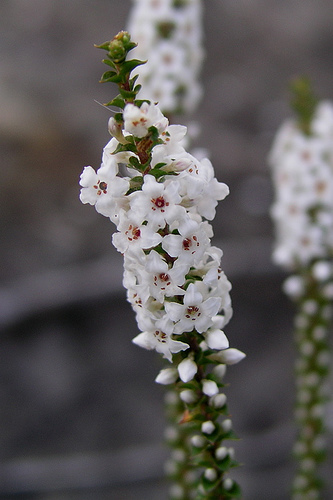
Epacris microphylla.

Вечнозеленые, верескоподобные кустарники.
Листья линейно-ланцетные, широкоовальные, средне-зелёные или тёмно-зелёные, супротивные или спирально расположенные.
Цветки частично пышные, трубчатые, цилиндрические, колокольчатые, 5-дольчатые, свободно растущие, обычно в конечных кистях.

## Распространение и экология
Около 25 видов произрастает в Австралии от Южной Австралии, Тасмании и Виктории до Нового Южного Уэльса, на остальной части материка отсутствуют. Кроме этого, четыре вида встречаются в Новой Зеландии, ещё один вид — в Новой Каледонии.

## Виды
По информации базы данных The Plant List, род включает 49 видов:
- Epacris acuminata Benth.
- Epacris alpina Hook.f.
- Epacris apiculata A.Cunn.
- Epacris apsleyensis Crowden
- Epacris barbata Melville
- Epacris breviflora Stapf
- Epacris calvertiana F.Muell.
- Epacris celata Crowden
- Epacris cerasicollona Crowden
- Epacris coriacea A.Cunn. ex DC.
- Epacris corymbiflora Hook.f.
- Epacris crassifolia R.Br.
- Epacris curtisiae Jarman
- Epacris exserta R.Br.
- Epacris franklinii Hook.f.
- Epacris glabella Jarman
- Epacris glacialis (F.Muell.) M.Gray
- Epacris grandis Crowden
- Epacris graniticola Crowden
- Epacris gunnii Hook.f.
- Epacris hamiltonii Maiden & Betche
- Epacris heteronema Labill.
- Epacris impressa Labill. — Эпакрис вдавленный, или Простой вереск, или Розовый вереск
- Epacris lanuginosa Labill.
- Epacris limbata K.J.Williams & F.Duncan
- Epacris lithophila Crowden & Menadue
- Epacris longiflora Cav. — Эпакрис длиннолистный
- Epacris marginata Melville
- Epacris microphylla R.Br.
- Epacris moscalianus Crowden
- Epacris mucronulata R.Br.
- Epacris muelleri Sond.
- Epacris myrtifolia Labill.
- Epacris navicularis Jarman
- Epacris obtusifolia Sm.
- Epacris paludosa R.Br.
- Epacris pauciflora A.Rich.
- Epacris petrophila Hook.f.
- Epacris pinoidea Crowden & Menadue
- Epacris pulchella Cav.
- Epacris purpurascens Sims
- Epacris reclinata A.Cunn. ex Benth.
- Epacris rigida Sieber ex Spreng.
- Epacris robusta Benth.
- Epacris serpyllifolia R.Br.
- Epacris sparsa R.Br.
- Epacris squarrosa Hook.f.
- Epacris stuartii Stapf
- Epacris virgata Hook.f.